# Paternoy
Paternoy es un despoblado española perteneciente al municipio de Bailo, en la Jacetania, provincia de Huesca, Aragón.
- Datos: Q5662437